# Ameiridae
Ameiridae är en familj av kräftdjur. Ameiridae ingår i ordningen Harpacticoida, klassen Maxillopoda, fylumet leddjur och riket djur. Enligt Catalogue of Life omfattar familjen Ameiridae 234 arter. 

## Dottertaxa till Ameiridae, i alfabetisk ordning[1][2]
- Ameira
- Ameiropsis
- Anoplosoma
- Filexilia
- Haifameira
- Interleptomesochra
- Karllangia
- Leptomesochra
- Limameira
- Malacopsyllus
- Nitocra
- Nitocrella
- Nitocrellopsis
- Nitokra
- Paraleptomesochra
- Parameiropsis
- Parapseudoleptomesochra
- Parevansula
- Praeleptomesochra
- Proameira
- Psammameira
- Psammonitocrella
- Pseudameira
- Pseudoleptomesochra
- Pseudoleptomesochrella
- Psyllocamptus
- Sarsameira
- Sicameira
- Stenocopia
- Stygonitocrella